# Covada
La covada (del francés couvade, a su vez del verbo couver, 'incubar') es una costumbre presente en ciertas culturas por la que la madre, durante el nacimiento de un hijo o inmediatamente después, le cede el lecho al padre. A veces consistía en la entrega del bebé al padre por parte de la madre para que éste se ocupara de él. En muchas sociedades, la función social de la covada es reafirmar el papel o la legitimidad del padre. Se suele asociar con sociedades matrilineales.
La covada implica al padre realizando el mismo comportamiento que su esposa durante o cercano al trabajo de parto, incluyendo dolores, reclusión posterior, restricciones alimenticias y tabús sexuales.
Según Johann Jakob Bachofen (autor de la primera monografía sistemática sobre el matriarcado), la covada tiene su origen en el tránsito de las primitivas sociedades matriarcales a las patriarcales. Los hombres trataron de conquistar el poder, que por razones religiosas (culto a las deidades femeninas, y religiones telúricas), estaba en manos femeninas. Para ello fingían ser mujeres, y de ahí nace la costumbre de la covada, según la hipótesis evolucionista de este autor.
Esta costumbre, practicada por algunos pueblos, especialmente de América del Sur y Nueva Guinea, se encontraba también en Europa entre astures, cántabros, vascos, maragatos, ibicencos y corsos. De hecho se cree que hoy día existen vestigios de esta costumbre en Europa, incluso hay quien considera que una nueva forma de covada aparecería en las sociedades occidentales cuando los hombres acompañan a las embarazadas al obstetra y asisten con ellas a cursos de preparación al parto y al momento del alumbramiento.

## La covada en la actualidad
En los últimos treinta años se ha visto una modificación sustancial de la manera de «paternar». A finales de los años sesenta se rompe con el esquema del padre distante y meramente simbólico, para ir tomando mayor protagonismo en la crianza de los hijos. Hay cada vez más padres que desde el mismo momento de la concepción, acompañan muy de cerca el embarazo, viviendo a pleno la «covada».
Los científicos han observado que efectivamente en el hombre se producen cambios, tanto a nivel físico, como psicológico y afectivo, que demuestran que no es neutro ni ajeno al embarazo. En resumen podríamos decir que la práctica moderna de la covada en la sociedad actual sirve:
- Al niño, porque significa que el padre se hace presente desde el comienzo y lo incorpora a sus primeras sensaciones y vivencias. Permite que se establezcan los primeros lazos afectivos, que son los fundacionales, con sus dos progenitores y no sólo con la madre.

- Al padre, porque le permite la elaboración interna que requiere su transformación en «padre».

- A la madre, porque la presencia cercana del padre significa un insustituible apoyo, contención y garantía de futuro, facilitándole una relación equilibrada con su maternidad.

### En la legislación española
En España la Ley Orgánica 3/2007, de 22 de marzo, para la igualdad efectiva de mujeres y hombres, estableció un conjunto de medidas para favorecer y fomentar la conciliación de la vida personal, familiar y laboral. La medida más innovadora de la ley es «el permiso de paternidad de trece días de duración, ampliable en caso de parto múltiple en dos días más por cada hijo o hija a partir del segundo». Se establece que «se trata de un derecho individual y exclusivo del padre, que se reconoce tanto en los supuestos de paternidad biológica como en los de adopción y acogimiento».
En aras a una política positiva hacia la figura del padre, que permita incentivar la implicación de los hombres en las responsabilidades familiares, la presente Ley plantea la ampliación del período de paternidad a cuatro semanas, exclusivo para el padre. En las disposiciones adicionales, se insta al Gobierno a que, en el marco de sus competencias y de acuerdo con las comunidades autónomas y los agentes sociales, lleve a cabo campañas de sensibilización con la finalidad de dar a conocer los nuevos derechos que podrán disfrutar los padres e incentivar la distribución a partes iguales de las responsabilidades familiares entre el padre y la madre, así como a presentar anualmente a las Cortes Generales un seguimiento estadístico de las medidas introducidas para conocer su impacto social.
- Datos: Q3387642